# Густынская улица
Густы́нская улица (укр. Густи́нська вулиця) — расположена в северной части города Прилуки, в Заудаевском микрорайоне города. До 1934 года не имела названия. Первое название — Коминтерна.

## Этимология годонима
Улица носит название села, в которое она ведёт, — Густыня. До 1934 года в народе называлась Густынский шлях.

## Трассировка
Берёт своё начало с пересечения улиц Фабричной, Шмидта и Независимости и в конце переходит в автодорогу Т-25-24.
На своем протяжении пересекается со следующими улицами:

- Межевая улица
- Улица Петра Дорошенко
- Улица Боброва
- Густынский въезд
- Замостянская улица

## Здания, сооружения, места
Густынская улица застроена преимущественно частной застройкой. На этой улице размещается небольшая усадьба Д. А. Льодина, построенная в стиле модерн конца XIX — начала XX века.

## Транспорт
Автобусное движение на участке от улицы Боброва до сёл Замостье и Горовая Белещина. Маршруты: 4, 4а, 8.